# Oração subordinada desenvolvida
Orações subordinadas desenvolvidas opõem-se às O. S. reduzidas. São caracterizadas por começarem com conectivo (conjunção subordinativa adverbial ou integrante, locução conjuntiva e pronome relativo) e portarem verbos flexionados em qualquer tempo do modo indicativo, subjuntivo ou imperativo.

## Características
Orações desse tipo aparecem apenas em períodos compostos, visto que possuem dependência semântica. Orações, para a gramática, são enunciados em que há verbo. Em períodos compostos, existe mais de uma oração, dado que há mais de um verbo. Em períodos compostos por subordinação, uma oração, a subordinada (O.S.), depende sintático - semanticamente de outra, isto é, deve estar junto a outra oração, a principal (O.P.), para possuir sentido completo e tornar o período adequado à gramática. As orações subordinadas podem ser classificadas em três grupos (O. S. adjetivas, O. S. substantivas e O. S. adverbiais), segundo seu valor morfológico.
Paralelamente a essa classificação, é possível classificá-las em orações subordinadas desenvolvidas ou orações subordinadas reduzidas. As orações subordinadas desenvolvidas são caracterizadas por começarem com conectivo (conjunção subordinativa adverbial ou integrante, locução conjuntiva e pronome relativo) e portarem verbos flexionados em qualquer tempo do modo indicativo, subjuntivo ou imperativo.
Exemplo 1: O garoto, o qual era ridicularizado na escola, pediu transferência. A oração em negrito é uma O. S. adjetiva explicativa desenvolvida ou apenas O. S. adjetiva explicativa. Percebe-se a presença de conectivo - "o qual" - e de locução verbal com verbo auxiliar flexionado no pretérito imperfeito do indicativo - "era ridicularizado".
Exemplo 2: Gabriel foi à feira, a fim de que comprasse verduras. A oração em destaque é uma O. S. adverbial final desenvolvida ou simplesmente O. S. adverbial final. Nota-se que há conectivo - "a fim de que" - e verbo flexionado no pretérito imperfeito do subjuntivo - "comprasse".
Exemplo 3:  É possível que chova durante a manhã. A oração destacada é uma O. S. substantiva subjetiva desenvolvida ou apenas O. S. substantiva subjetiva. É perceptível a presença de conectivo - "que" - e de verbo flexionado no presente do subjuntivo - "chova". 

## Classificação
Ver artigos principais: Oração subordinada adjetiva, oração subordinada adverbial e oração subordinada substantiva.
A classificação é pautada, primeiramente, no valor morfológico da oração, de modo que podem ser classificadas em O. S. adjetivas, O. S. adverbiais ou O. S. substantivas. Em seguida, analisa-se a semântica e/ou a função sintática. Por fim, é facultativo o uso do termo "desenvolvida" ao final de sua classificação.
Exemplo 1: Abigail, cuja bolsa fora roubada, registrou um boletim de ocorrência. A oração destacada é uma O. S. adjetiva explicativa desenvolvida ou apenas O. S. adjetiva explicativa. É perceptível a presença de conectivo - "cuja" - e de locução verbal com verbo auxiliar flexionado no pretérito mais-que-perfeito do indicativo - "fora roubada".
Exemplo 2: A feirante a qual desacatou os policiais foi presa. A oração destacada é uma O. S. adjetiva restritiva desenvolvida ou apenas O. S. adjetiva restritiva. É perceptível a presença de conectivo - "a qual" - e de verbo flexionado no pretérito perfeito do indicativo - "desacatou".
Exemplo 3: Não fui à aula uma vez que estava doente. A oração destacada é uma O. S. adverbial causal desenvolvida ou apenas O. S. adverbial causal. É perceptível a presença de conectivo - "uma vez que" - e de verbo flexionado no pretérito imperfeito do indicativo - "estava".
Exemplo 4: Paula é estudiosa tanto quanto seu irmão. (é estudioso) A oração destacada é uma O. S. adverbial comparativa desenvolvida ou apenas O. S. adverbial comparativa. É perceptível a presença de conectivo - "tanto quanto" - e de verbo subentendido flexionado no presente do indicativo - "é".
Exemplo 5: Embora dedique-se, não consegue obter êxito. A oração destacada é uma O. S. adverbial concessiva desenvolvida ou apenas O. S. adverbial concessiva. É perceptível a presença de conectivo - "embora" - e de verbo flexionado no presente do subjuntivo - "dedique-se".
Exemplo 6: Soraia será contratada desde que tenha um bom currículo. A oração destacada é uma O. S. adverbial condicional desenvolvida ou apenas O. S. adverbial condicional. É perceptível a presença de conectivo - "que" - e de verbo flexionado no presente do subjuntivo - "tenha".
Exemplo 7: Vítor fez tudo conforme o professor pediu. A oração destacada é uma O. S. adverbial conformativa desenvolvida ou apenas O. S. adverbial conformativa. É perceptível a presença de conectivo - "conforme" - e de verbo flexionado no pretérito perfeito do indicativo - "pediu".
Exemplo 8: Chorou tanto que a família se surpreendeu. A oração destacada é uma O. S. adverbial consecutiva desenvolvida ou apenas O. S. adverbial consecutiva. É perceptível a presença de conectivo - "tanto que" - e de verbo flexionado no pretérito perfeito do indicativo - "surpreendeu".
Exemplo 9: Cumpra seus deveres para que possa exigir seus direitos. A oração destacada é uma O. S. adverbial final desenvolvida ou apenas O. S. adverbial final. É perceptível a presença de conectivo - "para que" - e de locução verbal com verbo auxiliar flexionado no presente do subjuntivo - "possa exigir".
Exemplo 10: À medida que eu guardava os livros, suas histórias vinham-me à memória. A oração destacada é uma O. S. adverbial proporcional desenvolvida ou apenas O. S. adverbial proporcional. É perceptível a presença de conectivo - "à medida que" - e de verbo flexionado no pretérito imperfeito do indicativo - "guardava".
Exemplo 11: Júlio deve fazê-lo até que o sol se ponha. A oração destacada é uma O. S. adverbial temporal desenvolvida ou apenas O. S. adverbial temporal. É perceptível a presença de conectivo - "até que" - e de verbo flexionado no presente do subjuntivo - "ponha".
Exemplo 12: É improvável que um raio caia em sua cabeça. A oração destacada é uma O. S. substantiva subjetiva desenvolvida ou apenas O. S. substantiva subjetiva. É perceptível a presença de conectivo - "que" - e de verbo flexionado no presente do subjuntivo - "caia".
Exemplo 13: Espero que vocês tenham êxito. A oração destacada é uma O. S. substantiva objetiva direta desenvolvida ou apenas O. S. substantiva objetiva direta. É perceptível a presença de conectivo - "que" - e de verbo flexionado no presente do subjuntivo - "tenham".
Exemplo 14: Preciso de que me ajudem. A oração destacada é uma O. S. substantiva objetiva indireta desenvolvida ou apenas O. S. substantiva objetiva indireta. É perceptível a presença de conectivo - "de que" - e de verbo flexionado no presente do subjuntivo - "ajudem".
Exemplo 15: Tenho certeza de que haverá comida. A oração destacada é uma O. S. substantiva completiva nominal desenvolvida ou apenas O. S. substantiva completiva nominal. É perceptível a presença de conectivo - "de que" - e de verbo flexionado no futuro do presente do indicativo - "haverá".
Exemplo 16: Desejo sinceramente isto: que vocês sejam felizes. A oração destacada é uma O. S. substantiva apositiva desenvolvida ou apenas O. S. substantiva apositiva. É perceptível a presença de conectivo - "que" - e de verbo flexionado no presente do subjuntivo - "sejam".
Exemplo 17: A verdade é que eles reprovarão. A oração destacada é uma O. S. substantiva predicativa desenvolvida ou apenas O. S. substantiva predicativa. É perceptível a presença de conectivo - "que" - e de verbo flexionado no futuro do presente do indicativo - "reprovarão".